# Protolabis
Protolabis — вимерлий рід родини Camelidae. Рід містить такі види: Protolabis angustidens, Protolabis barstowensis, Protolabis coartatus, Protolabis gracilis, Protolabis heterodontus, Protolabis inaequidens, Protolabis saxeus, Protolabis yavapaiensis. Скам'янілості виявлено в Гондурасі, Мексиці, США (Аризона, Каліфорнія, Колорадо, Айдахо, Канзас, Монтана, Небраска, Невада, Нью-Мексико, Орегон, Південна Дакота, Техас, Вайомінг) — всього 83 колекції.